# Living in a Box
Living In a Box fue una banda de pop británico de la década de los 80's y principios de 90's. Son más conocidos por su single debut, producido por Richard James Burgess.

## Carrera
Living In a Box se formó en 1985 en Mánchester, derivado del grupo musical "Typhoon Saturday" (en el que aparece también Nick Robinson). Su mayor éxito musical fue el sencillo, "Living In a Box", el cual alcanzó el puesto número 5 en el UK Singles Chart, y el cual también estuvo en el Top 40 del Billboard Hot 100 en los EE. UU. Tuvieron muchos más éxitos en su país que en el exterior. También fueron siguientes lanzamientos de singles y álbumes musicales, así como el álbum debut homónimo en 1987 y un siguiente álbum, "Gatecrashing", el cual en 1989 logró alcanzar dos puestos en el Top 10 U.K El éxito "Blow the House Down" (que contó con Queen's Brian May en la guitarra) y "Room in Your Heart".con diferencias artísticas, así es como surgieron cambios en su sello discográfico "Chrysalis", y por la misma razón, antes del lanzamiento de un tercer disco, se disuelve la banda en 1990.-
El vocalista Richard Darbyshire continuó su carrera musical desde hace mucho tiempo, y llegó a disfrutar de un éxito modesto como artista solista, componiendo canciones para artistas como Lisa Stansfield, así como el lanzamiento de 2 discos como solista. Estos fueron How Many Angels (1994) y Love Will Provide (1999), que entró como una reedición de How Many Angels, e incluyó varios temas inéditos y nuevos.
La canción "Living in a Box" fue cubierta por Bobby Womack, quien también había trabajado con Living in a Box en su álbum debut.
El baterista de la banda, 'Tich' Anthony Critchlow, se retiró de la industria de la música después de que la banda se separó, y ahora dirige su propia compañía, la cual proporciona la iluminación a medios de instalaciones de iluminación.

## Discografía

### Sencillos
| Year | Song                  | UK Singles | US Hot 100 | US R&B | US Dance | Canada Singles | Album           |
| ---- | --------------------- | ---------- | ---------- | ------ | -------- | -------------- | --------------- |
| 1987 | "Living in a Box"     | 5          | 17         | 74     | 6        | 18             | Living in a Box |
| 1987 | "Scales of Justice"   | 30         | -          | -      | -        | -              | Living in a Box |
| 1987 | "So the Story Goes"   | 34         | 81         | -      | -        | -              | Living in a Box |
| 1988 | "Love Is the Art"     | 45         | -          | -      | -        | -              | Living in a Box |
| 1989 | "Blow the House Down" | 10         | -          | -      | -        | -              | Gatecrashing    |
| 1989 | "Gatecrashing"        | 36         | -          | -      | -        | -              | Gatecrashing    |
| 1989 | "Room in Your Heart"  | 5          | -          | -      | -        | -              | Gatecrashing    |
| 1989 | "Different Air"       | 37         | -          | -      | -        | -              | Gatecrashing    |

### Álbumes
Álbumes de estudio
- Living In A Box (1987) UK #25, US #89
- Gatecrashing (1989) UK #21

Recopilatorios
- The Best of Living in a Box (1999)
- The Very Best of Living in a Box (2003)